# Diadegma lithocolletis
Diadegma lithocolletis là một loài tò vò trong họ Ichneumonidae.